# Geernaartstraat
De Geernaartstraat is een straat in Brugge.

## Beschrijving
In 1467 vindt men het straatje vermeld als Gheernaertstraetkin. Tot in het begin van de jaren 1800 gold dezelfde naam. Men wijzigde toen de naam in Garnaetstraat en in 1884 in Garnaalstraat. In 1936 werd de straatnaam weer in Geernaartstraat gewijzigd, om in overeenstemming te zijn met de gesproken taal.
De naam staat in verband met de garnaalverkopers die in de middeleeuwen en tot in 1745 naar de Markt kwamen om er hun handel te drijven. Het kleine straatje was vooral bekend vanwege de kroeg 'De Maagd van Gent' die er gevestigd was.
Het straatje loopt van de Markt naar de Eiermarkt.